# As I Was Going to St Ives
As I Was Going to St Ives ist ein bekannter englischer Kinderreim. Er stellt ein Rätselgedicht dar.

## Text
Der Text lautet (mit nachfolgender freier Übersetzung):
As I was going to St Ives

I met a man with seven wives

Each wife had seven sacks

Each sack had seven cats

Each cat had seven kits

Kits, cats, sacks, wives

How many were going to St Ives?
Ich ging nach St. Ives im Morgengrauen

und traf ’nen Mann mit sieben Frauen.

Jede Frau trug sieben Sack’,

drin sieben Katzen huckepack.

Sieben Kätzchen jede Katze hat.

Kätzchen, Katzen, Säcke, Frauen,

wie viele gingen nach St. Ives im Morgengrauen?

## Inhalt
Der Reim stellt nur scheinbar ein mathematisches Rätsel dar, denn nur der Sprecher ging nach St. Ives; Mann, Frauen, Säcke und Katzen begegneten ihm auf dem Weg dorthin. Es bleibt unklar, welches Ziel diese Gruppe hat. Üblicherweise wird angenommen, dass sie dem Sprecher entgegenkommt oder sich weder in Richtung St. Ives noch in die Gegenrichtung bewegt. Der Sprecher begegnet einem Mann, sieben Frauen, 49 Säcken und unwahrscheinlichen 343 Katzen und 2401 Kätzchen, also insgesamt 2801 Menschen, Tieren und Textilien. Mit dem Sprecher ergibt sich eine Gesamtzahl von 2.802.

## Rezeption
Im Film Stirb langsam: Jetzt erst recht wird der Reim als Rätsel präsentiert und wurde damit auch im deutschen Sprachraum einer breiten Öffentlichkeit bekannt.

## Geschichte
Der Reim ist erstmals um 1730 nachgewiesen, ein ähnliches mathematisches Problem erscheint aber bereits im altägyptischen Rhind-Papyrus (um 1650 v. Chr.).